# Turbopsebius diligens
Turbopsebius diligens är en tvåvingeart som först beskrevs av Osten Sacken 1877.  Turbopsebius diligens ingår i släktet Turbopsebius och familjen kulflugor. Inga underarter finns listade i Catalogue of Life.